# 子規堂
子規堂（しきどう）は、愛媛県松山市にある、松山出身の俳聖正岡子規にちなむ観光施設である。入館料50円。

## 概要
正岡子規の文学仲間で、正岡家の菩提寺である正宗寺（しょうじゅうじ 臨済宗妙心寺派）の住職であった仏海禅師が、子規の業績を記念し、子規が17歳まで過ごした住居を境内に復元した文学資料館。初代の建物は1933年（昭和8年）の火災で焼失し、再建された2代目の建物も1945年（昭和20年）の松山大空襲で焼失した。現在の子規堂は3代目である。
内部には子規や親交の深かった夏目漱石らに関係する原稿などの文学資料や写真、各種文献など貴重な資料が展示されている。子規が庭園を眺めつつ、勉学に打ち込んだとされる当時の机もある。
子規堂の正面には、子規の「旅立ち」の銅像がある。このほか、子規堂前の広場（観光バス等の駐車場も兼ねる）の一角には、夏目漱石の胸像、当時運行されていた「坊っちゃん列車」の客車、俳句ポスト、子規とベースボールの碑などもある。また南に隣接する墓地入り口近くには、子規の遺髪塔（埋髪塔）もある。
なお、子規堂からはやや離れるが、松山市内の道後温泉近くの道後公園内には、松山市が設置した松山市立子規記念博物館もある。（松山市駅前から道後温泉行き市内電車（路面電車）に乗り、終点の道後温泉駅下車、徒歩5分）
1948年に愛媛県指定史跡となった。

## 画像

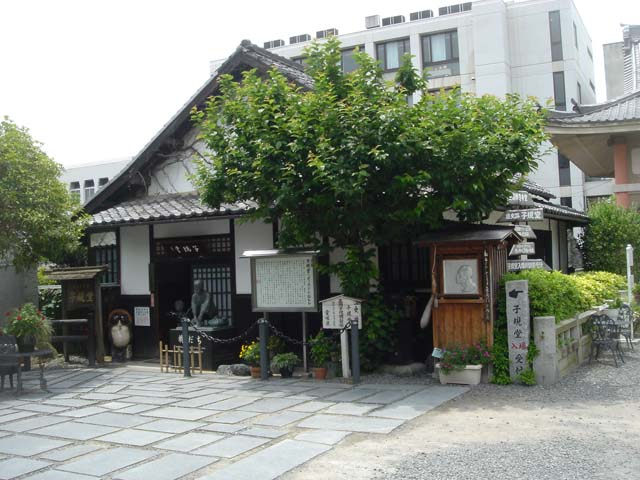
子規堂。後方建物は別。
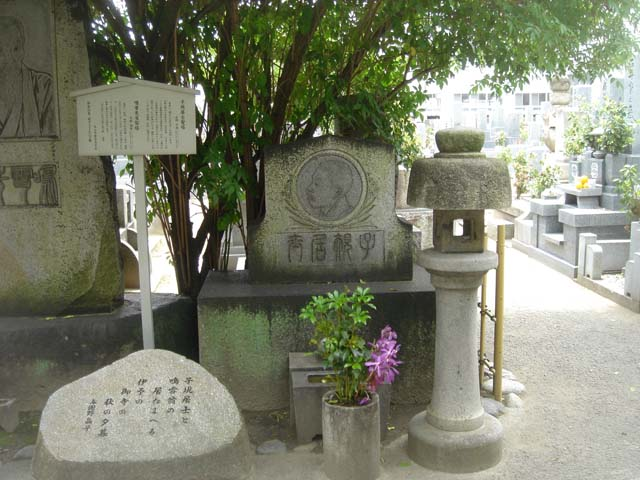
子規の埋髪塔。隣に内藤鳴雪の埋髭塔もある。
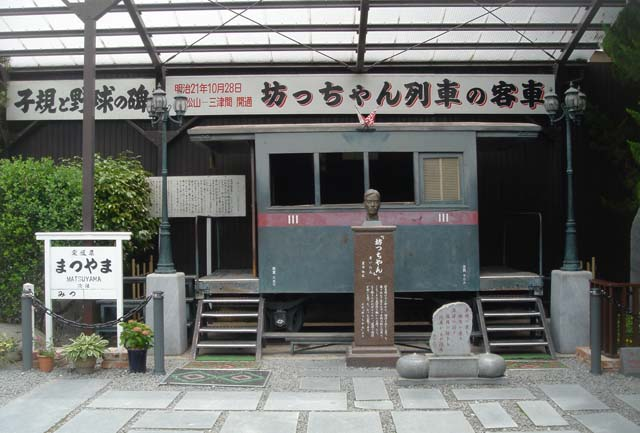
坊っちゃん列車客車

## 交通
- 伊予鉄道松山市駅から南に県立中央病院方面へ徒歩約5分
- 西隣に聖カタリナ学園高等学校、道路を挟んだ南面に愛媛県立松山南高等学校。
- 駐車場 20台有（ただし正面道路からの入り口が狭くわかりづらく、正面道路は混雑が激しいので注意）